# 菲纳莱利古雷
菲纳莱利古雷（義大利語：Finale Ligure），是意大利萨沃纳省的一个市镇。总面积34.59平方公里，人口11669人，人口密度337.4人/平方公里（2009年）。ISTAT代码为009029。